# Kou Fumizuki
Kou Fumizuki (文月晃 Fumizuki Kou) nacido el 8 de marzo en la prefectura de Fukuoka, Japón. Es un mangaka japonés, reconocido por crear el manga Ai Yori Aoshi. Todas sus obras son publicadas por la revista Young Animal.

## Biografía
Fumizuki empezó sus primeros pasos en el mundo del manga en 1997 con su obra llamado Kimi ni Deaete por la revista Wani Magazine. En 1998 crea su primer gran éxito Ai Yori Aoshi  una serie compuesta en total por 17 volúmenes que después se hizo una adaptación al anime y algunas novelas visuales en formato Windows y PlayStation 2, el manga fue editado en varios países como Norma editorial en España y en México por la editorial Vid. 
En 2007 crea Umi no Misaki publicada en Young Animal Magazine y terminando con su 127.º y último capítulo en el quinto número en 2014. Ambas series Seinen son comedias románticas tipo Harém en las cuales un joven ingenuo se encuentra rodeado de mujeres bonitas que compiten por su atención.
En 2011 publica Itadaki! una comedia ligera sobre el club de montañismo de niñas. En España se editó pon Norma editorial.
En 2015 Fumizuki crea Boku to Rune to Aoarashi que trata sobre un estudiante de una escuela de arte que va en una peregrinación para conocer a un gran pintor de paisajes llamado Seiran y descubre una chica extraordinaria en la casa de Seiran. publicado en 2 volúmenes recopilatorios, lanzado este último en mes de julio de 2016.

## Trabajos
- Kimi ni Deaete  (1997)
- Ai Yori Aoshi  (1998)
- Umi no Misaki  (2007)
- Itadaki!  (2011)
- Boku to Rune to Aoarashi  (2015)